# Checkmarx
A Checkmarx é uma empresa de software localizada em Atlanta, Geórgia, nos Estados Unidos, cujo departamento de pesquisa é conhecido por descobrir vulnerabilidades em softwares populares.
Fundada em 2006, produz software de análise estática e outras ferramentas que automatizam verificações ligadas à segurança da informação num contexto DevOps, além de treinamentos.

## História
Fundada em 2006 produzindo software de análise estática, teve entre seus investidores iniciais a Salesforce. Em 2015 recebeu capital da Insight Partners. Em 2017 adquiriu a Codebashing, que realiza treinamentos ligados à segurança da informação. Em 2018 adquiriu a Custodela, de treinamentos e consultoria.
Em 2019, o seu grupo de pesquisa descobriu sérias vulnerabilidades em smartphones Samsung rodando o sistema operacional Android, da Google.
Em 2020, o grupo de pesquisa descobriu vulnerabilidades em robôs aspiradores de pó, no Amazon Alexa, Meetup, Tinder, entre outros.
Foi adquirida em 2020 por Hellman & Friedman por 1,15 bilhões de dólares. A Insight Partners reteve sua participação minoritária.
Em 2021, adquiriu a Dustico, que produz software de segurança da informação.